# Garnizony Polskich Sił Zbrojnych
Garnizony Polskich Sił Zbrojnych na Zachodzie – miejsca stałego pobytu jednostek Polskich Sił Zbrojnych.

## Wojsko Polskie we Francji
| Garnizon           | Stacjonujące jednostki                            |
| ------------------ | ------------------------------------------------- |
| Camp de Coëtquidan | 1 Dywizja Grenadierów                             |
| Parthenay          | 2 Dywizja Strzelców Pieszych i 4 Dywizja Piechoty |

## Polskie Siły Zbrojne w Wielkiej Brytanii

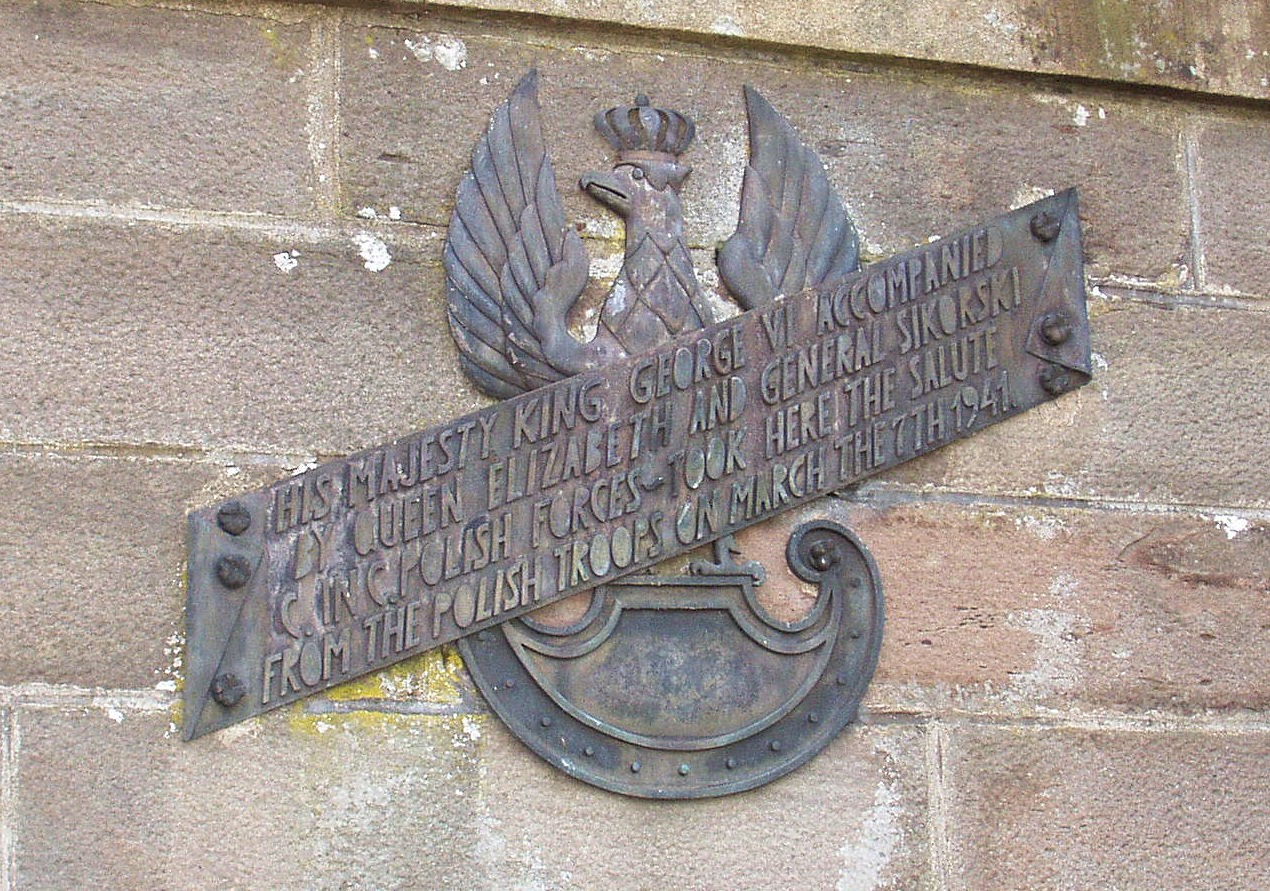
Forfar. Tablica ufundowana przez radę miasta w pierwszą rocznicę wizyty pary królewskiej w 10 BKPanc

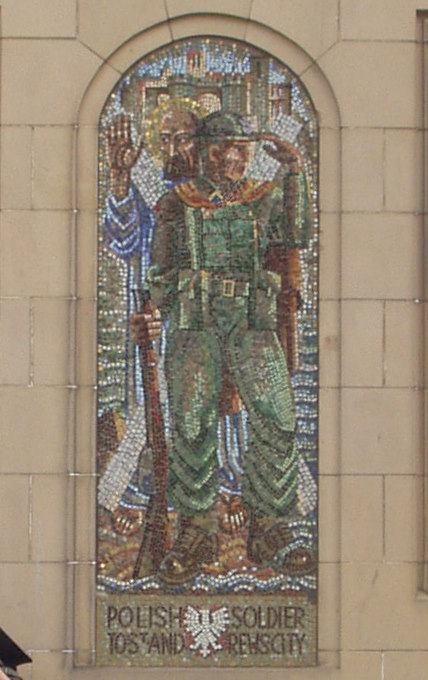
Mozajka St.Andrews.jpg

| Garnizon       | Stacjonujące jednostki                                |
| -------------- | ----------------------------------------------------- |
| Biggar         | 1 Samodzielna Brygada Strzelców                       |
| Douglas        | 2 BS                                                  |
| Crawford       | Centralny Obóz Wyszkolenia                            |
| Duns           | batalion strzelców zmotoryzowanych 16 Brygady Czołgów |
| Eliock         | 1 SBS                                                 |
| Forfar         | 10 Brygada Kawalerii Pancernej, 2 bgren               |
| Leven          | 1 SBS                                                 |
| Melrose        | dowództwo 4 Dywizji Piechoty                          |
| Broughty Ferry | dowództwo 4 Dywizji Piechoty                          |
| Banff          | dowództwo 4 Dywizji Piechoty                          |
| Comrie         | dowództwo 4 Dywizji Piechoty                          |
| St Andrews     |                                                       |

## Polskie Siły Zbrojne w ZSRR
W Kazachstanie
- Buzułuk

mp dowództwa Armii
- Tatiszczew

mp dowództwa 5 DP
- Tockoje

mp dowództwa 6 DP, OZ Armii,
- Kołtubanka

W Uzbekistanie i Kirgistanie
- Yangiyoʻl

mp dowództwa Armii
- Dżalalabad

mp dowództwa 5 DP
- Shahrisabz

mp dowództwa 6 DP, OZ Armii,
- Kermine

mp dowództwa 7 DP
- Czokpak

mp dowództwa 8 DP
- Margʻilon

mp dowództwa 9 DP
- Ługowaja

mp dowództwa 10 DP

## Na Bliskim Wschodzie
Irak:
- Kizil Rabat

Dowództwo Armii Polskiej na Wschodzie,
Dowództwo 6 Dywizji Piechoty,
2 batalion czołgów,
6 batalion strzelców,
6 pułk artylerii lekkiej,
batalion saperów armii,
batalion łączności armii,
12 pułk kawalerii pancernej,
15 pułk kawalerii pancernej,
3 pułk ułanów karpackich,
III szpital wojskowy,
21 kompania transportowa,
27 kompania transportowa,
Część jednostek transportowych i sanitarnych armii.
- Chanakin

Dowództwo Artylerii Armii,
6 pułk artylerii lekkiej,
7 pułk artylerii lekkiej,
10 pułk artylerii lekkiej,
11 pułk artylerii ciężkiej,
7 pułk artylerii pomiarowej,
7 batalion pancerny,
II szpital wojskowy,
dowództwo 5 Kresowej Dywizji Piechoty,
3 batalion strzelców,
4 batalion strzelców,
5 batalion saperów,
5 batalion łączności,
4 pułk artylerii lekkiej,
5 pułk artylerii lekkiej,
6 pułk artylerii lekkiej,
5 pułk pancerny,
5 pułk artylerii polowej,
dowództwo 7 Dywizji Piechoty,
7 batalion ciężkich karabinów maszynowych,
7 batalion łączności,
Centrum Wyszkolenia Artylerii,
Jednostki zaopatrzenia, warsztaty i samochody dywizyjne.
- Mosul

Dowództwo 3 Dywizji Strzelców Karpackich,
2 batalion strzelców,
3 batalion strzelców,
3 batalion łączności,
2 pułk artylerii lekkiej,
3 pułk artylerii przeciwlotniczej,
IV szpital wojskowy,
Jednostki zaopatrzenia, warsztaty i samochody dywizji.
- Al-Habbanijja

8 pułk artylerii przeciwlotniczej,
7 pułk artylerii przeciwlotniczej ciężkiej.
- Al-Kajjara

1 batalion strzelecki,
3 batalion ciężkich karabinów maszynowych,
3 pułk pancerny,
1 pułk artylerii lekkiej,
3 pułk artylerii lekkiej.
- Dżalaula

Dowództwo Etapów,
11 Brygada Saperów Kolejowych,
2 Etapowy batalion łączności,
batalion wartowniczy,
312 kompania transportowa,
320 kompania transportowa,
Część jednostek materiałowo-warsztatowych, zaopatrzenia i ewakuacji armii.
Palestyna
- Kastina

miejsce formowania 3 DSK